# Внутрішньопорошицеві
Внутрішньопорошицеві або камптозо́ї (Entoprocta, Kamptozoa) — тип двобічно-симетричних тварин. Раніше вважався підкласом мохуваток. Відрізняються від останніх розташуванням анального отвору відносно лофофори. На сьогодні відомо близько 150 видів одного класу та 3 рядів.